# Das krumme Haus (Film)
Das krumme Haus (Originaltitel: Crooked House) ist ein Kriminalfilm und Thriller von Regisseur Gilles Paquet-Brenner aus dem Jahr 2017, der auf dem gleichnamigen Roman von Agatha Christie basiert. Der Film lief am 29. November 2018 in den deutschen Kinos an.

## Handlung
Der junge Charles Hayward führt im Jahr 1957 eine Detektei. Eines Tages kündigt seine Vorzimmerdame ihm eine Klientin an – seine ehemalige Geliebte Sophia. Sie möchte, dass Charles den Tod ihres überaus wohlhabenden Großvaters Aristide Leonides untersucht. Ihm wurden statt Insulin die tödlich wirkenden Augentropfen gespritzt.
Als Täter bieten sich viele der Bewohner des weitläufigen und vieltürmigen Hauses an. Aristides junge Witwe Brenda wurde schon zu seinen Lebzeiten angefeindet. Sein Lieblingssohn Roger erhofft sich durch die Erbschaft finanzielle Hilfe für sein angeschlagenes Familienunternehmen. Dessen Frau Clemency erhofft sich Freiheit vom Familienclan. Der jüngere Sohn Philip sucht einen Finanzier für die Verfilmung seines Drehbuchs, in der seine Frau Magda die Hauptrolle spielen soll. Lady Edith fühlte sich seit dem Tod ihrer Schwester und Aristides erster Frau zurückgesetzt. Dem Hauslehrer Brown wird zu Recht eine Liebschaft mit Brenda nachgesagt.
Sophias kleine Schwester Josephine beobachtet das Geschehen im Haus und notiert es in ihrem Notizbuch. Das recht eigenwillige Kind fühlt sich Charles gegenüber überlegen, macht ihm gegenüber viele dunkle Andeutungen, rückt aber nicht damit heraus, was genau sie weiß. Sie nennt ihn „Watson“, er sie daraufhin „Holmes“. Josephine wird bewusstlos unterhalb ihres Baumhauses gefunden, die Strickleiter war offensichtlich angeschnitten. Als Josephine im Krankenhaus ist findet Lady Edith ihr Notizbuch und nimmt es an sich.
Die Polizei verhaftet Brenda und ihren Liebhaber als Mörder von Aristide. Charles wird für seinen Anteil am Ermittlungserfolg beglückwünscht, vermutet aber, dass die Falschen verhaftet wurden. Später wird Josephines Nanny mit Zyankali vergiftet aufgefunden. Charles verdächtigt Lady Edith, als er im Gartenschuppen das von ihr für die Maulwurfvernichtung gebrauchte Zyankali sowie Josephines Notizbuch in einem mit Ätzkalk gefüllten Bottich findet.
Lady Edith hat erfahren, dass sie wegen eines Krebsleidens nur noch kurze Zeit zu leben hat. In einem Brief schreibt sie, dass sie die Morde begangen habe. Sie macht mit Josephine eine Ausfahrt, angeblich, um sie zur Ballettstunde zu bringen. Charles und Sophia folgen ihr in Charles’ Wagen. Sophia liest unterwegs aus Josephines Notizbuch vor. So erfahren sie, dass Josephine ihren Großvater aus Rache, weil er ihr das Tanzen verboten hat, umgebracht hat, indem sie die Augentropfen in das Fläschchen mit dem Insulin umgefüllt hat. Der Nanny, die ihr auf die Spur gekommen ist, hat sie Gift in den Kakao, den sie abends immer trinkt, gemischt. Lady Edith, die das Notizbuch gelesen hat, weiß, was ihre kleine Nichte angerichtet hat. Charles und Sophia nehmen mit ihrem Wagen die Verfolgung auf, können aber nicht verhindern, dass Lady Edit ihren Triumph TR3 mit hoher Geschwindigkeit in den Abgrund einer Sandgrube lenkt, wodurch beide in der Explosion ums Leben kommen.

## Rezeption
Der Film wurde von den Kritikern durchweg positiv bewertet.
Die  Deutsche Film- und Medienbewertung bescheinigt in ihrem Pressetext dem Film, ein „herrlich klassisches Katz-und-Maus-Spiel“ zu sein, und lobt die Balance „zwischen Krimi-Spannung und der herrlich überzeichneten Darstellung der blasiert-gelangweilten englischen Upper Class in der Nachkriegszeit“.
In den Stuttgarter Nachrichten wird mit Blick auf das im Vergleich mit der kurz zuvor erschienenen Christie-Verfilmung Mord im Orient Express geringere Budget gesagt, „die Begrenzung erweist sich aber als Chance, weil hier der Fokus auf den Charakteren und der Atmosphäre ruht“. Darüber hinaus werden die starke Besetzung und der schwarze Humor herausgestellt.
Gemäß epd Film „schwelgt die Kamera in luxuriösen Interieurs und streicht über die prachtvolle Außenfassade“ und die Verfilmung wird als „gediegenes Kammerspiel“ bezeichnet.
Der österreichische Kurier erwähnt die „angenehm nostalgische Optik“ und die Berliner Zeitung die „espritvoll pragmatisch[e]“ Adaption des Stoffes und die „gemächliche Dringlichkeit“ im „Prozedere der Ermittlungen“.